# 紫黑裸眉鸫
紫黑裸眉鸫（学名：Philepitta castanea），是裸眉鸫科裸眉鸫属的一种，为马达加斯加的特有种。全球活动范围约为96,400平方千米。该物种的保护状况被评为无危。
紫黑裸眉鸫的平均体重约为34.5克。栖息地包括亚热带或热带的湿润低地林、亚热带或热带严重退化的前森林和亚热带或热带的湿润山地林。